# Trézenföld
Trézenföld (horvátul: Terezino Polje) falu Horvátországban Verőce-Drávamente megyében. Közigazgatásilag Lukácshoz tartozik.

## Fekvése
Verőce központjától 12 km-re, községközpontjától 7 km-re északra, Nyugat-Szlavóniában, a Drávamenti-síkságon, a Barcsot Daruvárral és Pakráccal összekötő 5-ös számú főútvonal mentén fekszik. Közúti határátkelő Magyarország (Barcs) felé.

## Története
Területe már a középkorban is lakott volt, ezt igazolják a település déli határában fekvő „Selište” nevű lelőhely régészeti leletei. A mai település a 19. században keletkezett a Jankovich család birtokán. A második katonai felmérés térképén „Theresienfeld” néven találjuk. Verőce vármegye Verőcei járásának része volt. A falunak 1857-ben 226, 1910-ben 423 lakosa volt. Az 1910-es népszámlálás szerint a lakosság 86%-a magyar, 7%-a horvát, 6%-a szerb anyanyelvű volt. Az I. világháború után 1918-ban az új szerb-horvát-szlovén állam, majd később (1929-ben) Jugoszlávia része lett. 1991-ben 350 főnyi lakosságának 62%-a horvát, 26%-a szerb nemzetiségű volt. A délszláv háború idején Trézenföld az első horvát kézre került határátkelőhely volt, melyet már 1991. szeptemberének közepén birtokába vett a horvát hadsereg. 2011-ben falunak 269 lakosa volt.

## Lakossága
| Lakosság változása | Lakosság változása | Lakosság változása | Lakosság változása | Lakosság változása | Lakosság változása | Lakosság változása | Lakosság változása | Lakosság változása | Lakosság változása | Lakosság változása | Lakosság változása | Lakosság változása | Lakosság változása | Lakosság változása | Lakosság változása |
| ------------------ | ------------------ | ------------------ | ------------------ | ------------------ | ------------------ | ------------------ | ------------------ | ------------------ | ------------------ | ------------------ | ------------------ | ------------------ | ------------------ | ------------------ | ------------------ |
| 1857               | 1869               | 1880               | 1890               | 1900               | 1910               | 1921               | 1931               | 1948               | 1953               | 1961               | 1971               | 1981               | 1991               | 2001               | 2011               |
| 226                | 405                | 264                | 342                | 345                | 423                | 357                | 538                | 516                | 499                | 505                | 426                | 370                | 350                | 332                | 269                |

(1869-ben Rit település lakosságával együtt.)

## Nevezetességei
A Szent Kereszt felmagasztalása tiszteletére szentelt római katolikus kápolnája.

## Oktatás
A helyi oktatás 1880-ban kezdődött, amikor az iskola még egy magánlakásban működött. Az oktatás horvát, magyar és német nyelven zajlott. A régi iskolaépület, amely a mai rendőrőrs helyén állt a II. világháború idején leégett. A mai iskola 1947-ben épült, 1955-ig négyosztályos oktatás volt itt. 1956-ban az iskola a gornje bazjei iskola területi iskolája lett. Ma gornje bazjei Ivan Goran Kovačić elemi iskola kihelyezett alsó tagozatos területi iskolája működik itt két tanítóval és 15 tanulóval.